# بورکهارد هایم
 بورکهارد هایم (آلمانی: Burkhard Heim؛ زاده ۹ فوریهٔ ۱۹۲۵ درگذشته ۱۴ ژانویهٔ ۲۰۰۱) یک فیزیک‌دان اهل آلمان بود.